# Wilhelm al IV-lea de Weimar-Orlamünde
Wilhelm al IV-lea (n. secolul al XI-lea – d. 1062, Regatul Ungariei⁠(d), Regatul Ungariei) a fost conte de Weimar și de Orlamünde. În 1046 a devenit margraf de Meissen.

## Biografie
Wilhelm a preluat moștenirea comitatelor de Weimar și de Orlamünde după moartea tatălui său, Wilhelm al III-lea. În 1046, margraful Eckard al II-lea de Meissen, a murit și s-a exprimat prin testament ca stăpânirea sa să revină împăratului Henric al III-lea. Împăratul a primit succesiunea și curând a conferit-o contelui Wilhelm, care, în virtutea celei de a doua căsătorii a mamei sale Oda, a moștenit și Marca Saxonă de Răsărit (Ostmark) de la margraful Dedi I. Cu pierderea Mărcii Thuringiene, Wilhelm avea în stăpânire același teritoriu ca și fostul margraf Eckard al II-lea de Meissen.
La moartea împăratului din 1056, Wilhelm a devenit susținătorul loial al regentei, împărăteasa Agnes de Poitou. El s-a aflat în grațiile împărătesei, care i-a acordat comanda, alături de episcopul Eppo de Naumburg, asupra armatei din cadrul campaniei menite să îl sprijine pe regele Andrei I al Ungariei împotriva fratelui său, Bela, pe atunci duce de Nitra. Armata germană a fost imediat nevoită să se retragă și, în trecătoarea Theben din apropiere de Wieselburg, Wilhelm și Eppo au fost capturați de maghiari. Totuși fiul lui Bela, Geza, impresionat de curajul în luptă dovedit de Wilhelm, l-a convins pe tatăl său nu numai să îl elibereze, dar chiar să îi ofere pe fiica sa, Sofia, în căsătorie. Însă chiar înainte ca mariajul să aibă loc, Wilhelm s-a îmbolnăvit și a murit pe drumul de întoarcere în 1062.